# Forchhammeria haitiensis
Forchhammeria haitiensis är en tvåhjärtbladig växtart som först beskrevs av Ignatz Urban och Ekman, och fick sitt nu gällande namn av Brother Alain. Forchhammeria haitiensis ingår i släktet Forchhammeria och familjen Stixaceae. Inga underarter finns listade i Catalogue of Life.